# Fleshlight
Cet article possède un paronyme, voir Flashlight.
Un Fleshlight est une marque de masturbateur manuel pour hommes en forme de vagin ou autres orifices naturels inventé en 1998 aux États-Unis.
Il est disponible avec des orifices en forme de bouche, de vagin et d'anus pour simuler respectivement une fellation, un coït vaginal et un coït anal.

## Description
Le nom Fleshlight provient d'un jeu de mots entre les mots anglais flesh (« chair ») et flashlight (« lampe-torche »), du fait que le dispositif est inséré dans un boîtier en forme de lampe torche.
Il est disponible avec des orifices neutres discrets, en forme de bouche, de vagin et d'anus pour simuler respectivement la fellation, le coït vaginal et le coït anal. Un insert doux, flexible et non vibrant "Real Feel Super Skin" est fabriqué à partir d'un matériau de base conçu pour reproduire avec le plus de réalisme possible la sensation de pénétration sexuelle réelle. Certains inserts sont moulés sur les vagins d'actrices pornographiques.

## Développement
Le Fleshlight a été inventé en 1998 aux États-Unis par Steve Shubin, ancien formateur du SWAT à Los Angeles, et est fabriqué depuis 2001 par la société ILF (Interactive Life Forms) dans son usine du Nouveau-Mexique aux États-Unis.
Depuis 2005, la gamme « Fleshlight ILF » est distribuée et représentée officiellement en France par une seule et unique société française, associée à ILF États-Unis.
La gamme s'est désormais enrichie, et propose également des sex-toys dont les couleurs ou sensations sont entièrement artificielles. Entre autres, la gamme propose des modèles transparents ou imitant des extraterrestres. Les versions godemiché assorties ont complété les gammes existantes. Le 26 juin 2014, Fleshlight a commercialisé le « Launchpad » pour fixer le masturbateur sur un iPad afin de pouvoir les utiliser simultanément. Associé à la marque Kiiroo elle propose désormais des masturbateurs connectés par bluetooth. Ce partenariat a également donné naissance à un robot, lui aussi connecté en bluetooth, qui permet la masturbation automatique.

## Gamme Fleshjack (orifices d’hommes)
Le Fleshjack est un produit dérivé avec les orifices d’hommes. Il existe des Fleshjack en forme de bouche (dénommés « Pink Mouth ») ou d'anus (dénommés « Jack Ass ») exclusivement.
Certains Fleshjack sont moulés sur les orifices d'acteurs pornographiques, tel que Brent Everett, Pierre Fitch, Austin Wilde, Spencer Reed, les triplés Visconti ou Brent Corrigan. Il existe des versions couleur chair et d'autres transparentes dénommés « Ice ». Il existe également des Fleshjack avec vibromasseur intégré, et la gamme « Endurance » pour apprendre à retarder son éjaculation. On trouve encore des Fleshjack « Sex in a Can » dont la forme reprend celle d'une canette de bière.

## Accessoires
Un support avec ventouse pour Fleshjack et Fleshlight est disponible, permettant de fixer le masturbateur sur un mur et d'avoir les mains libres.